# G-Strofantyna
g-Strofantyna (ouabaina) – organiczny związek chemiczny z grupy glikozydów, jedna ze strofantyn, zbudowana z reszty ramnozy i ouabageniny połączonych wiązaniem O-glikozydowym. Jest  glikozydem nasercowym działającym jako inhibitor ATP-azy Na+/K+.
Otrzymuje się ją z nasion Strophanthus gratus i innych roślin z rodzaju toinowatych. Ma postać białego, krystalicznego proszku, słabo rozpuszczalnego w wodzie. 
Strofantyny oznaczane są literami odpowiadającymi nazwom gatunkowym roślin z rodzaju Strophanthus:
- g-strofantyna (S. gratus)
- h-strofantyna (S. hispidus)
- k-strofantyna (S. kombe).

Stosowane są przy ostrej i przewlekłej niewydolności serca. Mają działanie bardzo szybkie i silne, lecz krótkotrwałe.